# Editors
Gli Editors sono un gruppo musicale britannico formatosi a Stafford nel 2002.

## Storia del gruppo

### Primi anni
I membri della band si sono incontrati alla Staffordshire University mentre studiavano Music Technology, ma presto si resero conto del fatto, per loro, che la tecnologia non fosse la strada giusta e cominciarono ad esibirsi a Stafford e Birmingham.
La band si esibì per la prima volta nel 2002 sotto il nome di Pilot. Durante il college la band escogitò una strategia di marketing che consisteva nel mettere centinaia di adesivi in giro per Stafford con la scritta "Who's the Pilot?". Solo successivamente si accorsero che il nome fosse già stato scelto da un gruppo pop scozzese degli anni '70, quindi decisero di cambiarlo in "The Pride".
Decisero di realizzare un videoclip sotto questo nome contenente le tracce Come Share the View e Forest Fire e di caricarlo su internet.
Ed Lay rimpiazzò il batterista Geraint Owen. Sotto questa formazione, il gruppo cambiò il nome in "Snowfield". Nell'estate del 2003 la band pubblicò un EP composto da sei canzoni che in seguito entrarono a far parte della discografia degli Editors. Tale nome venne adottato nel 2004 dopo aver firmato un contratto con l'etichetta discografica indipendente Kitchenware Records.

### The Back Room
Dopo aver aperto concerti di band come Puressence e Oceansize, il 24 gennaio 2005 gli Editors hanno pubblicato il singolo di debutto Bullets, registrato con il produttore Gavin Monaghan, in edizione limitata di 1000 copie per la Kitchenware Records. Il brano era stato precedentemente trasmesso da Zane Lowe su BBC Radio 1, dove è stato "Singolo della Settimana". La tiratura limitata si è esaurita il giorno della sua uscita, con copie che sono state vendute più tardi nella stessa settimana su eBay al prezzo di oltre 30 sterline.
Nell'aprile dello stesso anno è seguita l'uscita di Munich, che ha regalato alla band il loro primo successo commerciale, un tour sold-out nel Regno Unito e una partecipazione allo show musicale Spanking New di MTV a Manchester. A questo punto, a causa della crescente popolarità della band, gli Editors e la Kitchenware hanno firmato un accordo di distribuzione esclusiva con Sony BMG. Il singolo Blood è stato pubblicato due mesi dopo, raggiungendo la posizione numero 18 nella classifica dei singoli nel Regno Unito nella sua prima settimana, vendendo 5 286 copie. Con queste uscite, il loro seguito è continuato a crescere e il 25 luglio 2005 è stato pubblicato il loro album di debutto, The Back Room, che ha riscosso consensi critici e successo commerciale. Nella sua prima settimana, l'album è entrato nella classifica degli album più venduti nel Regno Unito al numero 13, vendendo 17 627 copie. Dopo la ristampa di Bullets e un altro successo commerciale, gli Editors hanno ottenuto un ruolo di supporto di grande rilievo, aprendo i concerti dei Franz Ferdinand in arene nel Regno Unito e in Europa.
Gli Editors hanno poi ristampato Munich nel gennaio 2006, vendendo mille copie in più rispetto alla prima edizione. Il brano ha regalato agli Editors la loro prima apparizione in top 10 nel Regno Unito. Con l'uscita del singolo, l'album The Back Room è risalito nelle classifiche degli album, raggiungendo la seconda posizione, vendendo altre 40 000 copie e diventando disco di platino. L'uscita negli Stati Uniti di The Back Room nel marzo 2006 ha coinciso con un tour in Nord America con i Stellastarr. Il disco è stato pubblicato dalla label Fader e in venti settimane ha venduto 35 000 copie. La band ha poi suonato in importanti festival americani nel 2006 come il Coachella e il Lollapalooza.
Alla fine di marzo, gli Editors hanno pubblicato All Sparks come singolo nel Regno Unito, raggiungendo la posizione 21 nella classifica dei singoli più venduti.
Dopo un tour europeo che includeva tre serate consecutive all'Accademia di Brixton, gli Editors hanno ristampato una versione limitata di Blood. Il singolo è entrato nella Top 40, facendo salire l'album di 45 posizioni in classifica. Successivamente, The Back Room ha superato il milione di copie vendute in tutto il mondo ed è stato anche nominato per il Premio Mercury nel 2006. Dopo una serie di concerti in festival europei, tra cui il T in the Park, il V 2006 e l'Isle of Wight Festival, gli Editors hanno iniziato a lavorare al loro secondo album.

### An End Has a Start
Gli Editors hanno registrato il secondo album, An End Has a Start, assieme al produttore Jacknife Lee in Irlanda al Grouse Lodge. Il disco è uscito il 25 giugno 2007 e ha debuttato al primo posto nella classifica ufficiale degli album del Regno Unito. L'album è stato preceduto dal singolo Smokers Outside the Hospital Doors, che si è posizionato al settimo posto nella classifica del Regno Unito. Due giorni prima della pubblicazione dell'album, la band ha suonato al festival di Glastonbury.
Nello stesso anno gli Editors hanno contribuito con la reinterpretazione del brano Lullaby dei The Cure alla compilation Radio 1 Established 1967, pubblicata il 1º ottobre 2007. La canzone è presente anche nella versione CD del singolo Push Your Head Towards the Air.
Durante il tour in America e Canada, nei primi due mesi del 2008, la band ricevette una nomination ai BRIT Awards, nella categoria "Best British Group". Il 27 giugno 2008, gli Editors hanno suonato al festival di Glastonbury, per la prima volta sul "Pyramid Stage", e in seguito hanno intrapreso un tour estivo in Europa come band di supporto nei concerti del gruppo statunitense R.E.M..

### In This Light and on This Evening
Il 12 ottobre 2009 è uscito il terzo album, intitolato In This Light and on This Evening, che ha debuttato alla prima posizione nella classifica del Regno Unito. Il disco è caratterizzato da sonorità più cupe e da un largo utilizzo di tastiere, e dalla novità di utilizzo di strumenti elettronici. Contemporaneamente all'uscita dell'album è uscito il singolo Papillon, che è stata la prima canzone degli Editors a raggiungere la vetta della classifica belga (nelle Fiandre), paese in cui ha ottenuto anche una certificazione.
Il 16 ottobre 2009 è uscita la colonna sonora del film The Twilight Saga: New Moon, contenente un brano inedito degli Editors intitolato No Sound but the Wind. L'anno successivo è stata pubblicata come singolo una versione live di tale brano suonata dal gruppo al Rock Werchter, che ha raggiunto la prima posizione nella classifica fiamminga ed è stato certificato disco di platino in Belgio.
Nel 2011 è stato pubblicato Unedited, un cofanetto contenente i primi tre album, b-side e brani inediti, raccolti in sette CD e sette LP, assieme a un libro di foto e testi.
Il 16 aprile 2012, è stato annunciato che Chris Urbanowicz aveva lasciato il gruppo a causa di divergenze nella direzione musicale.

### The Weight of Your Love
Il 1º luglio 2013, a distanza di 4 anni da In This Light and on This Evening, è stato pubblicato il quarto album in studio The Weight of Your Love, anticipato dal singolo A Ton Of Love, uscito il 6 maggio 2013. Il 21 novembre 2013 sono ospiti al quinto live di X Factor cantando A Ton Of Love.
L'album ha riscosso un ottimo successo non solo in Belgio e in Inghilterra, ma anche in Italia, dove The Weight Of Your Love ha raggiunto la Top 10 dei dischi più venduti. Inoltre il live all'Alcatraz di Milano ad ottobre 2013 ha registrato un veloce sold out, e quello successivo di Bologna, a febbraio del 2014 ha richiesto un cambiamento di location a causa della grande richiesta di biglietti.
Terminato il tour del 2013 di The Weight of Your Love, il tastierista Elliott Williams si è momentaneamente allontanato dal gruppo per approfondire un altro suo progetto musicale, "Y.O.U.", ed è stato sostituito, sempre momentaneamente, dal musicista Nicholas Willes.

### In Dream
Il quinto album degli Editors, In Dream, è stato pubblicato il 2 ottobre 2015. I singoli che hanno anticipato l'uscita del disco sono No Harm, Marching Orders e Life is a Fear. Prima dell'uscita dell'album, gli Editors avevano condiviso anche la traccia The Law, che contiene la prima collaborazione presente in un brano del gruppo.

### Violence
Il 9 marzo 2018 è stato pubblicato il sesto album in studio Violence, anticipato dai singoli Magazine e Hallelujah (So Low).
Il 3 maggio 2019 è uscito The Blanck Mass Sessions, un album contenente otto tracce di cui sette sono versioni alternative di brani presenti in Violence, a cui si aggiunge l'inedito Barricades.

### Black Gold
Nel 2019, la band ha pubblicato un album di compilation, intitolato Black Gold, che include 13 brani tratti dalla loro carriera, insieme a tre nuove canzoni: Black Gold, Frankenstein e Upside Down, prodotte da Jacknife Lee. L'edizione deluxe dell'album include otto versioni acustiche di brani precedentemente pubblicati, riunite sotto il titolo Distance: The Acoustic Recordings. L'uscita è stata seguita nel 2020 da un tour dei migliori successi.

### EBM
Il 20 aprile 2022 la band ha pubblicato il singolo Heart Attack e ha annunciato l'ingresso di Benjamin John Power come membro ufficiale della band. Il dj aveva già collaborato con la band nell'album Violence. Il 22 settembre 2022, la band ha pubblicato il loro settimo album, EBM.

## Stile e influenze
Lo stile degli Editors attinge ad influenze di gruppi del passato e di band contemporanee. Le loro influenze comprendono gli Elbow, i R.E.M. e i Bloc Party. Il loro stile si rifà specialmente agli album Asleep in the Back e Murmur. Sebbene siano stati spesso paragonati ai Joy Division e agli Echo & the Bunnymen, gli Editors hanno dichiarato che questi gruppi sono troppo datati per aver avuto un forte impatto sul loro stile musicale. Ai tempi delle loro prime apparizioni nella scena musicale britannica, gli Editors sono stati spesso accostati al gruppo indie rock statunitense Interpol.
Il primo album degli Editors, The Back Room è stato descritto come un album dal sound ispido e grezzo, soprannominato "dark disco" dalla rivista NME. Tale sound è stato ottenuto con l'uso di sintetizzatori, riff di chitarra orecchiabili e testi semplici e ambigui. An End Has a Start ha mostrato una progressione verso un nuovo sound, ottenuto sia aggiungendo più strati strutturati alle canzoni, sia incorporando nuove forme di musica dentro di esse. Esempi di questo nuovo sound sono l'aggiunta di un coro in Smokers Outside the Hospital Doors e l'inclusione di registrazioni della band che gioca a nascondino in Spiders.
Il cantante Tom Smith ha annunciato che la band avrebbe intrapreso una nuova direzione nella realizzazione del terzo album, inseguendo un nuovo sound più grezzo. Questo nuovo sound si è materializzato mediante l'uso di sintetizzatori tradizionali, che hanno preso il posto delle chitarre. Il produttore di In This Light and on This Evening ha reso il sound più "dark" rispetto ai due album precedenti, cercando al tempo stesso di farlo suonare come se fosse registrato dal vivo. Sebbene Tom Smith tenda a scrivere i testi e gli accordi, la scrittura delle canzoni è nel complesso uno sforzo collaborativo. La scrittura delle canzoni parte da registrazioni eseguite da Tom Smith al pianoforte o alla chitarra acustica, che vengono poi inviate agli altri membri del gruppo, che collaborano convertendole nelle canzoni definitive. Tom Smith ha dichiarato che i testi che scrive sono intenzionalmente ambigui, cosicché gli ascoltatori possano trarne le loro conclusioni.

## Formazione

### Formazione attuale
- Tom Smith – voce, chitarra, pianoforte, sintetizzatori (2002-presente)
- Russell Leetch – basso, chitarra acustica, sintetizzatori, backing vocals (2002-presente)
- Edward Lay – batteria (2003-presente)
- Justin Lockey – chitarra, sintetizzatori (2012-presente)
- Elliott Williams – chitarra, pianoforte, sintetizzatori, backing vocals (2012-presente)
- Benjamin John Power – tastiere, sintetizzatori, elettronica (2022-presente)

Turnisti
- Nicholas Willes – chitarra, pianoforte, sintetizzatori, backing vocals (2014-presente)

### Ex componenti
- Chris Urbanowicz – chitarra, sintetizzatori (2002-2012)
- Geraint Owen – batteria (2002-2003)

## Discografia

### Album in studio
- 2005 – The Back Room
- 2007 – An End Has a Start
- 2009 – In This Light and on This Evening
- 2013 – The Weight of Your Love
- 2015 – In Dream
- 2018 – Violence
- 2022 – EBM

### Raccolte
- 2011 – Unedited
- 2019 – The Blanck Mass Sessions
- 2019 – Black Gold: Best of Editors